# Личности (Попово)
Това е списък на деятелите на науката, изкуството и културата родени в Попово. Повечето от тези хора отдавана са напуснали града в стремежа си да си изучат и реализират в различни сфери или професии, които малките градове не са в състояние да удовлетворят и да дадат възможност за тяхната реализация.
- Стоян Анастасов (р. 1923), художник;
- Юлий Бахнев (1904-1977), икономист, заслужил деятел на науката; На 2 септември 1969 г. обявен за почетен гражданин на Разград по повод 25-тата годишнина от 9 септември 1944 г.[1]
- Кирил Бойчев (1925-2006), архитект, дизайнер, професор;
- Лилия Гюлева-Янева (1933-2003), хоров диригент, професор;
- Сава Димитров (1919-2008), музикален педагог, кларинетист, професор в НМА;
- Добрин Д. Добрев (р. 1969) – бизнесмен, дарител, бивш мажоритарен собственик на ФК „Спартак“, гр. Варна и спонсор на ФК „Черноломец 04“ – Попово (2009-2010 г.); дарител на параклиса в Градската градина;
- Таня Добрева (р. 1975), поетеса, основателка на фондация „Благодаря“, подпомагаща деца в неравностойно положение;
- Никола Дюлгеров (1935 – 2008), пианист, преподавател в НМА, професор;
- Митко Игнатов (р. 1972), зограф и иконописец;
- Стефан Йорданов (р. 1954), преподавател във ВТУ, историк-траколог, доцент;
- Марин Христов (1934-2020), учител по математика и физика, носител на орден „Св. св. Кирил и Методий" – II степен, дъглогодишен преподавател в ОУ „Никола Вапцаров“
- Иван П. Иванов (1957-2015), педагог, професор в ШУ;
- Славена (р. 1986) – попфолк певица
- Димо Коларов (1924-1997), известен кинооператор;
- Димитър Комитовски (р. 1932), онколог, професор в Хайделберг;
- Йовчо Крушев (р. 1957), пианист, професор в НМА;
- Димитър Кьосев (1922-1973), генерал-лейтенант от МВР, зам. министър на МВР;
- Петрана Ламбринова (р. 1926), актриса, носител на званието заслужил артист;
- Кирил Майски (1926-2013), художник-акварелист;
- Христо Минчев (1922-1989), писател;
- Атанас Илиев Николаев (р. 1987), спортист-културист;
- Денчо Пенчев (1933-2008) – стопански и обществен деец, с големи приноси в развитието на индустрията на града в близкото минало;
- Петко Иванов Петков – Добруджански (1925-2007) – любител художник, приложник, декоратор;
- Петър Петров (р. 1972), корабен механик, награден с приза „Европейски гражданин“ за 2012 г. от Европейския парламент за спасяването на 450 пасажери от потъващия италиански круизен кораб „Коста Конкордия“;
- Венета Райкова (р. 1974), телевизионна водеща;
- Иван Руж (1909-2004), литературен критик;
- Ганка Славчева (р. 1931), историк, директор на издателство „Наука и изкуство“;
- Димитър Хаджиев (1921-1992), кинооператор;
- Хрисанд Хрисандов (р. 1951), живописец;
- Иван Стефанов Христов (р. 1922), заслужил лекар, онколог и химиотерапевт, професор;
- Славчо Чернишев (1924-2000), поет и писател-маринист;
- Росица Чернокожева (р. 1952), филолог, детска писателка;
- Димитър Чолаков (р. 1954), художник-акварелист, професор в ШУ;
- Петър Панайотов[2] (р. 1957), инженер, хранителни технологии, доцент, УХТ Пловдив;
- Цанко Генчев (р. 1957), математик, доцент, ТУ Варна;
- Румен Петков (р. 1955), художник, живопис, акварел, пластика и графика;
- Киро Тодоров, български революционер от ВМОРО, четник на Тане Николов[3]